# Papel

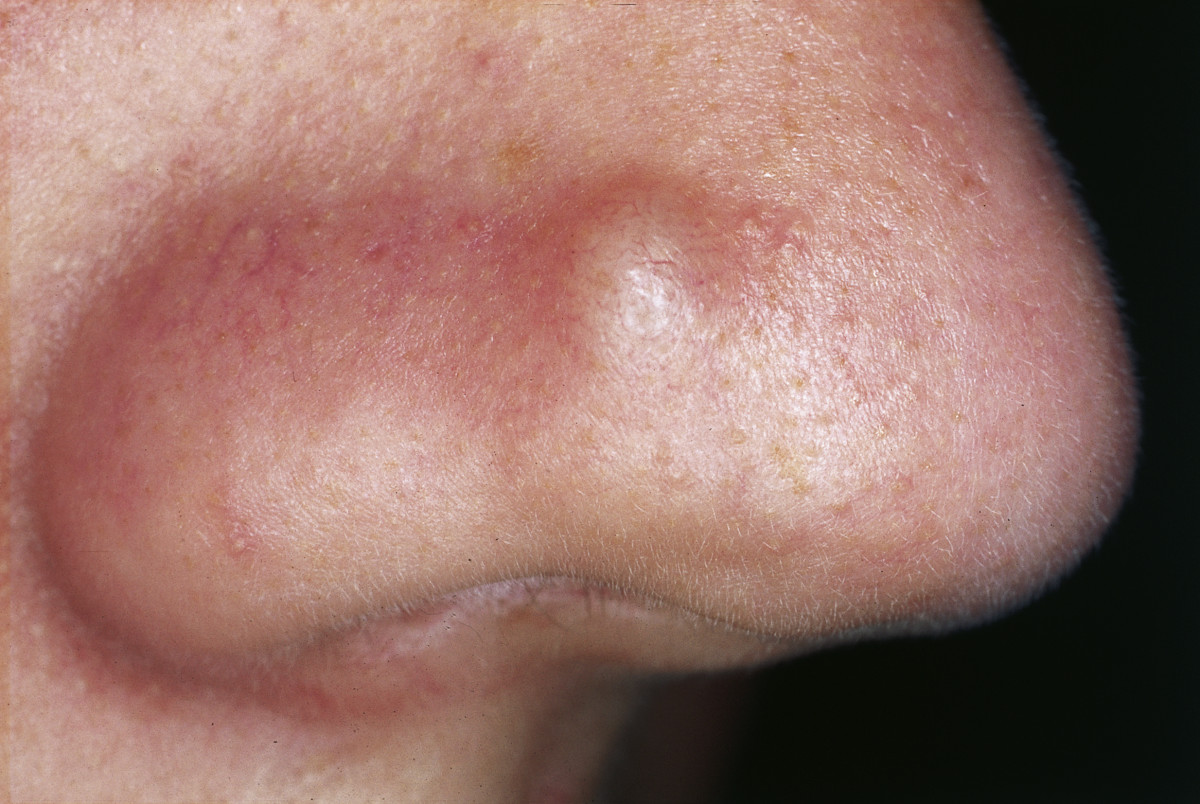
Eine fibröse Nasenpapel

Als Papel (von lateinisch papula ‚Bläschen‘) oder Knötchen bezeichnet man in der Medizin eine bis zu erbsengroße erhabene Verdickung der Haut. Sie zählt zu den primären Hautveränderungen (Primäreffloreszenzen) und kann sich vollständig, ohne Narbenbildung zurückbilden. Herdförmig zusammenfließende (konfluierende) Papeln nennt man Plaques. Die Bildung von Papeln kann durch verschiedene Hautkrankheiten verursacht werden. Auslöser können Insektenstiche, bakterielle Infektionen (etwa bei der Frambösie), Dermatophytosen, Einzeller (Leishmaniose), Parasiten (Krätze, Sarcoptes-Räude), Allergien oder Hauttumoren sein.
Nach der Lokalisation in den Schichten der Haut werden folgende Formen unterschieden:
- Die epidermale Papel ist eine Vermehrung von Zellen in der Horn- (Stratum corneum) oder Stachelzellschicht (Stratum spinosum) der Epidermis. Die epidermale Papel kann aus normalen Hautzellen (z. B. eine Warze), Tumorzellen (epitheliales Lymphom) oder Entzündungszellen (Leukozyten) bestehen. Entzündlich bedingte Papeln sind gerötet und können sich zu Pusteln weiterentwickeln.
- Die kutane Papel ist eine Vermehrung von Zellen der Lederhaut (Corium) wie sie beispielsweise bei sekundärer Syphilis oder Nävuszellnävus vorkommt.
- Die epidermo-kutane Papel ist die Mischform, bei der sich Zellen sowohl in der Epidermis als auch Lederhaut vermehren. Epidermo-kutane Papeln kommen beispielsweise bei Ekzemen oder Lichen ruber vor.